# Silley-Bléfond
 Silley-Bléfond  es una población y comuna francesa, en la región de Franco Condado, departamento de Doubs, en el distrito de Besançon y cantón de Baume-les-Dames.

## Demografía
| 59 | 62 | 57 | 57 | 47 | 59 |
| Para los censos de 1962 a 1999 la población legal corresponde a la población sin duplicidades (Fuente: INSEE [Consultar]) |    |    |    |    |    |